# Lachesis
Lachesis je rod jedovatých hadů z podčeledi chřestýšovitých, vyskytujících se ve vlhčích částech pralesů střední a Jižní Americe, včetně ostrova Trinidad. V češtině se rod i všechny jeho druhy označují názvem křovinář. Křovináři rodu Lachesis se od ostatních chřestýšovitých odlišují tím, že jsou vejcorodí, nerodí tedy živá mláďata.

## Druhy
Rod Lachesis zahrnuje následující čtyři druhy:
- Lachesis acrochorda
- Lachesis melanocephala (křovinář černohlavý)
- Lachesis muta (křovinář němý)
- Lachesis stenophrys